# 野性時代フロンティア文学賞
野性時代フロンティア文学賞（やせいじだいフロンティアぶんがくしょう）は、株式会社KADOKAWA 角川書店が主催する公募の新人文学賞。
前身である野性時代青春文学大賞や、後身である小説野性時代新人賞についても本項で述べる。

## 概要

### 野性時代青春文学大賞
主催は、角川書店とフジテレビジョン。募集・発表は、角川書店発行の小説誌『野性時代』にて行われる。2005年から2008年まで全4回実施される。ジャンルを問わず、世界を変えうる勢いをもつ熱い小説が対象とされた。賞は、大賞が賞金300万円および『野性時代』誌上での連載権（第4回は特製「青春象」も贈られた）、候補作が10万円となっている。
『野性時代』編集部による第1次選考で候補作品を決定する。同誌上およびWeb上ですべての候補作品を全文掲載し、Web上で読者投票による第2次選考を行う。読者投票の結果を受け、編集部、書店代表・読者代表で構成される最終選考会で選定する。

### 野性時代フロンティア文学賞
主催は、第1回から第4回までが角川書店とフジテレビジョン、第5回が株式会社KADOKAWA 角川書店とフジテレビジョン、第6回からが、株式会社KADOKAWA 角川書店。募集・発表は、第1回のみ『野性時代』にて行われ、第2回以降は『小説 野性時代』にて行われている。2009年に創設される。恋愛、ミステリ、冒険、青春、歴史、時代、ファンタジーなど、ジャンルは問わず、広義のエンターテインメント小説が対象とされる。賞は、第1回から第5回までが記念品と賞金300万円、第6回以降が記念品と賞金100万円。

### 小説野性時代新人賞
2020年の第11回からは小説野性時代新人賞に名称を変更。

## 受賞作一覧

### 野性時代青春文学大賞
特記がなければ、初刊は角川書店、文庫は角川文庫刊。
| 回（年）        | 賞   | 受賞・候補作                     | 著者       | 初刊       | 文庫化     |
| --------------- | ---- | -------------------------------- | ---------- | ---------- | ---------- |
| 第1回（2005年） | 受賞 | 「りはめより100倍恐ろしい」      | 木堂椎     | 2006年2月  | 2007年8月  |
| 第1回（2005年） | 候補 | 「アラカワファントム」           | 野上鳴     |            |            |
| 第1回（2005年） | 候補 | 「フライング・ソフトクリーム」   | 二三枝俊   |            |            |
| 第2回（2006年） | 受賞 | 「些末なおもいで」               | 埜田沓     | 2006年11月 | 2009年2月  |
| 第2回（2006年） | 候補 | 「明日をかいで、今日を食べよう」 | 溝上あいら |            |            |
| 第2回（2006年） | 候補 | 「湾岸宮殿」                     | 小野寺史宜 |            |            |
| 第3回（2007年） | 受賞 | 「楽園に間借り」                 | 黒澤珠々   | 2007年8月  |            |
| 第3回（2007年） | 候補 | 「シーユー、シーユー」           | 野上鳴     |            |            |
| 第3回（2007年） | 候補 | 「ジャングルジムのどこかで」     | 溝上あいら |            |            |
| 第4回（2008年） | 受賞 | 該当作なし                       | 該当作なし | 該当作なし | 該当作なし |
| 第4回（2008年） | 候補 | 「かっぱ塾へ行こう！」           | 松尾佑一   |            |            |
| 第4回（2008年） | 候補 | 「ぼくらのミリタリー・パレード」 | 未来谷アユ |            |            |
| 第4回（2008年） | 候補 | 「ピューマンロード」             | 宮藤蔵六   |            |            |

### 野性時代フロンティア文学賞
特記がなければ、初刊はKADOKAWA、文庫は角川文庫刊。
| 回（年）         | 応募総数 | 賞     | 受賞・候補作                               | 著者       | 初刊       | 文庫化     |
| ---------------- | -------- | ------ | ------------------------------------------ | ---------- | ---------- | ---------- |
| 第1回（2010年）  | 904編    | 大賞   | 「鳩とクラウジウスの原理」                 | 松尾佑一   | 2010年4月  | 2016年5月  |
| 第2回（2011年）  | 761編    | 受賞   | 「枯神のイリンクス」                       | 日野草     | 2011年8月  |            |
| 第2回（2011年）  | 761編    | 候補   | 「かれん」                                 | 岡坊栄     |            |            |
| 第2回（2011年）  | 761編    | 候補   | 「「神様」と俺は言った」                   | 吉森悠三   |            |            |
| 第3回（2012年）  | 881編    | 受賞   | 「罪の余白」                               | 芦沢央     | 2012年8月  | 2015年4月  |
| 第3回（2012年）  | 881編    | 受賞   | 「ホテルブラジル」                         | 古川春秋   | 2012年8月  | 2014年5月  |
| 第3回（2012年）  | 881編    | 候補   | 「田嶋、再び」                             | 深津十一   |            |            |
| 第4回（2013年）  | 924編    | 受賞   | 「天涯の果て 波濤の彼方をゆく翼」          | 篠原悠希   | 2013年8月  | 2020年2月  |
| 第4回（2013年）  | 924編    | 候補   | 「クロス ドミナンス」                      | 清水てつき |            |            |
| 第4回（2013年）  | 924編    | 候補   | 「未来パン」                               | 高條理太   |            |            |
| 第5回（2014年）  | 973編    | 受賞   | 「心中おサトリ申し上げます」               | 未上夕二   | 2014年8月  |            |
| 第5回（2014年）  | 973編    | 候補   | 「最後のガストロノーム」                   | D坂ノボル  |            |            |
| 第5回（2014年）  | 973編    | 候補   | 「朝は来ないのだけれど」                   | 坂梨福朗   |            |            |
| 第6回（2015年）  | 840編    | 受賞   | 「厭世マニュアル」                         | 阿川せんり | 2015年8月  | 2017年8月  |
| 第6回（2015年）  | 840編    | 候補   | 「餓鬼阿弥の妻」                           | 高橋弘和   |            |            |
| 第6回（2015年）  | 840編    | 候補   | 「日本語なら教えられるだろうと思いまして」 | 小松知佳   |            |            |
| 第7回（2016年）  | 853編    | 受賞   | 該当作なし                                 | 該当作なし | 該当作なし | 該当作なし |
| 第7回（2016年）  | 853編    | 奨励賞 | 「お月様のブランコ」                       | 田中倫子   |            |            |
| 第7回（2016年）  | 853編    | 候補   | 「革命式のジュリエット」                   | 夢崎羊     |            |            |
| 第7回（2016年）  | 853編    | 候補   | 「転ばぬ先のチビ男子」                     | 宇治川陽   |            |            |
| 第8回（2017年）  | 751編    | 受賞   | 該当作なし                                 | 該当作なし | 該当作なし | 該当作なし |
| 第8回（2017年）  | 751編    | 奨励賞 | 「うつくしき屑」                           | 岩井圭吾   |            |            |
| 第8回（2017年）  | 751編    | 候補   | 「結婚革命」                               | 本宮晃樹   |            |            |
| 第8回（2017年）  | 751編    | 候補   | 「誰は彼時に咲く椿」                       | 今村翔吾   |            |            |
| 第8回（2017年）  | 751編    | 候補   | 「逆走モラトリアム」                       | 神崎周     |            |            |
| 第9回（2018年）  | 565編    | 受賞   | 「永遠についての証明」                     | 岩井圭也   | 2018年8月  | 2022年1月  |
| 第9回（2018年）  | 565編    | 奨励賞 | 「親子喧嘩」                               | 坂梨福朗   |            |            |
| 第9回（2018年）  | 565編    | 候補   | 「嘘つき達のキッチン」                     | 小松知佳   |            |            |
| 第10回（2019年） | 488編    | 受賞   | 該当作なし                                 | 該当作なし | 該当作なし | 該当作なし |
| 第10回（2019年） | 488編    | 奨励賞 | 「むかさりの彼方」                         | 高橋弘和   |            |            |
| 第10回（2019年） | 488編    | 候補   | 「明るい無光層」                           | 笑白黒助   |            |            |
| 第10回（2019年） | 488編    | 候補   | 「敗者の一歩」                             | 坂梨福朗   |            |            |

### 小説野性時代新人賞
特記がなければ、初刊はKADOKAWA、文庫は角川文庫刊。
| 回（年）         | 応募総数 | 賞     | 受賞・候補作                                     | 著者       | 初刊       | 文庫化     |
| ---------------- | -------- | ------ | ------------------------------------------------ | ---------- | ---------- | ---------- |
| 第11回（2020年） | 440編    | 受賞   | 「化け者心中」                                   | 蝉谷魚ト   | 2020年10月 | 2023年8月  |
| 第11回（2020年） | 440編    | 奨励賞 | 「嘘のくに」                                     | 吾野廉     |            |            |
| 第11回（2020年） | 440編    | 候補   | 「パリ連続殺人」                                 | 小早川真彦 |            |            |
| 第11回（2020年） | 440編    | 候補   | 「ヘブンズ・トーク・プラン」                     | 宮下甲     |            |            |
| 第12回（2021年） | 667編    | 受賞   | 「水平線は回転する」                             | 君嶋彼方   | 2021年9月  | 2024年6月  |
| 第12回（2021年） | 667編    | 奨励賞 | 「どしょぼね」                                   | 河合紗都   |            |            |
| 第12回（2021年） | 667編    | 奨励賞 | 「連鎖するチョイスチョイスチョイスと天秤の帰結」 | 橋本秋葉   |            |            |
| 第13回（2022年） | 622編    | 受賞   | 該当作なし                                       | 該当作なし | 該当作なし | 該当作なし |
| 第13回（2022年） | 622編    | 奨励賞 | 「性の隣の夏」                                   | 入江直海   |            |            |
| 第13回（2022年） | 622編    | 候補   | 「深層」                                         | 一瀬かなた |            |            |
| 第13回（2022年） | 622編    | 候補   | 「白月夜」                                       | 青奈きよ   |            |            |
| 第14回（2023年） | 704編    | 受賞   | 該当作なし                                       | 該当作なし | 該当作なし | 該当作なし |
| 第14回（2023年） | 704編    | 奨励賞 | 「隣も青し」                                     | 関かおる   |            |            |
| 第14回（2023年） | 704編    | 候補   | 「スターフィッシュ・セカンダリー」               | 佐伯僚佑   |            |            |
| 第14回（2023年） | 704編    | 候補   | 「繭が破れたあと」                               | 和泉陽子   |            |            |
| 第15回（2024年） | 614編    | 受賞   | 「海賊忍者」                                     | 諏訪宗篤   | 2024年9月  |            |
| 第15回（2024年） | 614編    | 受賞   | 「みずもかえでも」                               | 関かおる   | 2024年9月  |            |
| 第15回（2024年） | 614編    | 候補   | 「ふくふくいいめし」                             | 綿原芹     |            |            |
| 第15回（2024年） | 614編    | 候補   | 「多摩川スピードウェイ」                         | 彼方出     |            |            |
| 第16回（2025年） | 564編    | 受賞   | 「降りる人」                                     | 木野寿彦   |            |            |
| 第16回（2025年） | 564編    | 候補   | 「カンジル—」                                    | 紺谷充彦   |            |            |
| 第16回（2025年） | 564編    | 候補   | 「そして彼は解放された」                         | 今葷倍正弥 |            |            |

## 選考委員

### 野性時代青春文学大賞
- 第1回 - 第4回：『野性時代』編集部、書店代表、読者代表

### 野性時代フロンティア文学賞
- 第1回 - 第5回：池上永一、山本文緒
- 第6回 - 第10回：冲方丁、辻村深月、森見登美彦

### 小説野性時代新人賞
- 第11回 - 第14回：冲方丁、辻村深月、森見登美彦
- 第15回 - ：冲方丁、辻村深月、道尾秀介、森見登美彦